# Кадикой (Сімферопольський район)
Кадикой (крим. Qadıköy), у 1948-1960 рр. Сухоріччя (рос. Сухоречье) — зникле село в Сімферопольському районі Криму, яке розташовувалося на північному сході району, біля кордону з Білогірським районом. Знаходилося в пониззі річки Бештерек, у степовій частині Криму, між сучасними селами Кленівка і Давидове.

## Походження назви села
Перша документальна згадка про село зустрічається в Камеральному Описі Криму … 1784, судячи з якого, в останній період Кримського ханства Кади-Кой (записано як Казі) входив до Ашага Ічкійського кадилику Акмечетського каймакамства.

## Історія села
Після приєднання Криму до Російської імперії 8 лютого 1784, село було приписане до Сімферопольському повіту Таврійської області. Після Павловських реформ, з 1792 по 1802 рік, входило в Акмечетський повіт Новоросійської губернії. За новим адміністративним поділом, після створення 8 (20) жовтня 1802 Таврійської губернії, Кади-Кой був призначений центром Кадикойської волості Сімферопольського повіту.
За Ведомостями о всех селениях, у Симферопольском уезде состоящих… 1805 року в селі Кадикой значилося 10 дворів і 54 жителя, виключно кримських татар. На військово-топографічної карті 1817 позначений Кадик з 8 дворами. Після реформи волосного поділу 1829 Кадик віднесли до Сарабузської волості (перейменованої з Кадикойської. На карті 1842 Кадикой позначений умовним знаком «мала село», тобто, менше 5 дворів.
У 1860-х роках, після земської реформи Олександра II, поселення приписали до Зуйської волості. У «Списку населених місць Таврійської губернії за відомостями 1864», складеному за результатами VIII ревізії 1864 року, Кадикой — російське село з 6 дворами і 37 жителями (на трьохверстовій мапі 1865–1876 року в селі Кади-кой 12 дворів). У «Пам'ятній книзі Таврійської губернії 1889р» за результатами Х ревізії 1887 записаний Кадикой з 23 дворами і 121 жителем. Зберігся документ про видачу позички таким собі  Лютцігеру, Гурлебаусу, Губеру, Альбрехту, Йолкіну та ін під заставу маєтку при селах Кадикой і Бавбек-Кора від 1890 року.
Виключене зі списків у перод з 1954 до 1960 років.